# Trofeo Franco Balestra 2009
Il Trofeo Franco Balestra 2009, trentatreesima edizione della corsa e valida come evento dell'UCI Europe Tour 2009 categoria 1.2, si svolse l'8 marzo 2009 su un percorso totale di circa 171 km. Fu vinto dall'italiano Davide Cimolai che terminò la gara in 3h54'30", alla media di 43,75 km/h.
Partenza con 177 ciclisti, dei quali 96 portarono a termine la gara.

## Ordine d'arrivo (Top 10)
| Pos. | Corridore          | Squadra      | Tempo    |
| ---- | ------------------ | ------------ | -------- |
| 1    | Davide Cimolai     | Marchiol     | 3h54'30" |
| 2    | Enrico Peruffo     | Palazzago    | s.t.     |
| 3    | Sacha Modolo       | Zalf-Désirée | s.t.     |
| 4    | Pierpaolo De Negri | Neri Sottoli | s.t.     |
| 5    | Maciej Paterski    | Marchiol     | s.t.     |
| 6    | Luca Benedetti     | Cremonese    | s.t.     |
| 7    | Elia Favilli       | Neri Sottoli | s.t.     |
| 8    | Andrea Palini      | Gavardo      | s.t.     |
| 9    | Andrea Di Corrado  | Bergamasca   | s.t.     |
| 10   | Alessio Marchetti  | Progettocic. | s.t.     |